# Prințesa Maria Ana de Savoia
Maria Anna de Savoia (Maria Anna Carlota Gabriela; 17 decembrie 1757 – 11 octombrie 1824) a fost prințesă de Savoia prin naștere și Ducesă de Chablais prin căsătorie.

## Biografie
Născută la Palatul regal din Torino, a fost al șaselea copil și a patra fiică a Ducelui și a Ducesei de Savoia. Printre surorile ei s-au inclus și: Marie Josephine de Savoia, care s-a căsătorit cu viitorul Ludovic al XVIII-lea al Franței în 1771, și Marie-Thérèse de Savoia, soția viitorului Carol al X-lea al Franței cu care s-a căsătorit în 1773. O altă soră, Maria Carolina, s-a căsătorit cu viitorul rege Anton al Saxoniei.
Frații ei au fost ultimii trei regi ai Sardiniei: Charles Emmanuel al IV-lea, Victor Emmanuel I și Carol Felix.
După căsătoriile surorilor ei mai mari cu prinți francezi, Maria Anna a fost căsătorită cu unchiul ei, Prințul Benedetto de Savoia, Duce de Chablais, fiu al regelui Carol Emanuel al III-lea al Sardiniei și a celei de-a treia soții, Elisabeta Tereza de Lorena.
A avut relații bune cu cumnatele ei, prințesa franceză Clothilde a Franței și prințesa austriacă Maria Theresa de Austria-Este.
Mariajul a fost unul fericit însă n-au avut copii. Deși cuplul era apropiat, ea l-a respectat însă l-a privit întotdeauna ca pe unchiul ei. Bun militar Chablais a primit controlul armatei Italiei care conținea trupe franceze și a intenționat să reinstaureze monarhia în Franța după execuția regelui Ludovic al XVI-lea în 1793.
Soțul ei a murit în 1808. Ca văduvă, ea a trăit la Palazzo Chiablese pe care ea i l-a lăsat fratelui ei Carol Felix de Savoia. În 1820 Maria Ana a cumpărat Villa Rufinella din Frascati de la  Lucien Bonaparte.
A murit la Torino în 1824 la vârsta de 66 de ani în timpul domniei fratelui ei Carol Felix.